# Slaterocoris woodgatei
Slaterocoris woodgatei är en insektsart som beskrevs av Knight 1970. Slaterocoris woodgatei ingår i släktet Slaterocoris och familjen ängsskinnbaggar. Inga underarter finns listade i Catalogue of Life.